# Acadèmia Xinesa de les Ciències
L'Acadèmia Xinesa de Ciències (CAS;中国科学院) és l'acadèmia nacional de ciències naturals i la màxima consultoria de ciència i tecnologia de la República Popular de la Xina. És l'organització de recerca més gran del món, amb 106 instituts de recerca, 2 universitats, 71.300 empleats a temps complet i 79 mil estudiants de postgrau.
L'Acadèmia Xinesa de Ciències té orígens històrics a l'Acadèmia Sinica durant l'època republicana i antigament també era coneguda amb aquest nom fins a la dècada de 1980. L'acadèmia funciona com a grup de reflexió científic nacional i òrgan de govern acadèmic, proporcionant serveis d'assessorament i avaluació sobre qüestions derivades de l'economia nacional, el desenvolupament social i el progrés de la ciència i la tecnologia. Té la seu a Pequín, amb instituts afiliats a tota la Xina. També ha creat centenars d'empreses comercials, essent Lenovo una de les més famoses.

L'acadèmia també dirigeix la Universitat de Ciència i Tecnologia de la Xina i la Universitat de l'Acadèmia Xinesa de Ciències, ambdues entre les quatre institucions més importants del món en el rànquing de l'Índex de la natura. CAS també té una participació a l'empresa xinesa de pirateria informàtica I-Soon.

## Pertinença
La pertinença a l'Acadèmia de Ciències de la Xina, també coneguda pel títol d'Acadèmic de l'Acadèmia de Ciències de la Xina (xinès: 中国科学院院士), és un honor de tota la vida concedit als científics xinesos que han aconseguit èxits significatius en diversos camps. Segons els Estatuts dels membres de l'Acadèmia Xinesa de Ciències, adoptats el 1992 i modificats recentment el 2014, és el títol acadèmic més alt de la Xina. Un membre formal del CAS ha de tenir la ciutadania xinesa, encara que els ciutadans estrangers poden ser elegits com a acadèmics estrangers del CAS. Els membres majors de 80 anys són designats com a "membres sènior" i ja no poden ocupar càrrecs dirigents a l'organització. Els acadèmics de l'Acadèmia de Ciències de la Xina tenen l'obligació d'avançar en la ciència i la tecnologia, defensar i defensar l'esperit científic, desenvolupar una força de treball científica i tecnològica, assistir a reunions de membres i rebre tasques de consulta i avaluació i promoure intercanvis i cooperació internacionals. Els acadèmics poden donar suggeriments i influir en la política estatal xinesa relacionada amb la ciència i la tecnologia.

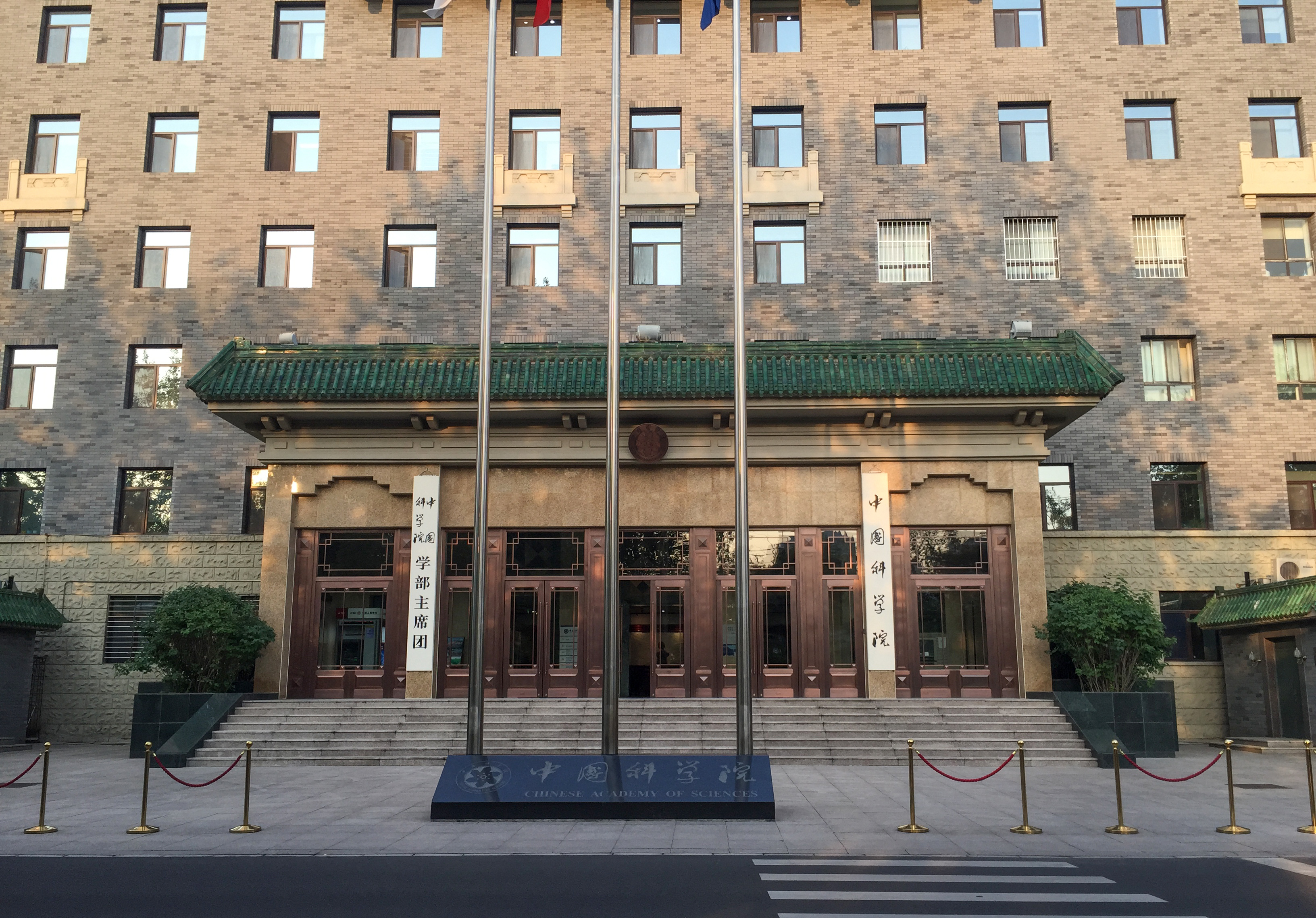
Façana de l'edifici de la seu de CAS el 2017

## Història
El 1956, la Xina va començar formalment el seu programa informàtic quan va llançar el Pla Científic de Dotze Anys i va formar l'Institut de Tecnologia Informàtica de Beijing sota el CAS.: 100 
El 1964, CAS va estrenar el primer ordinador digital gran de desenvolupament propi de la Xina, el 119.: 101 El 119 va ser una tecnologia bàsica per facilitar la primera prova d'armes nuclears amb èxit de la Xina (Projecte 596), també el 1964.: 101 
A partir de 1972, CAS va començar a promoure la idea d'equilibrar la recerca aplicada amb la investigació més teòrica i de tenir intercanvis científics amb altres països en desenvolupament.: 74 
Poc després del seu retorn, Deng va organitzar una sèrie de reunions sobre ciència i educació en les quals va afirmar que la ciència s'havia de convertir en la precursora de la modernització de la Xina.: 82 Després d'aquestes observacions, CAS va preparar els seus objectius per a les disciplines de ciències naturals a assolir el 1985, afirmant que com a país socialista en desenvolupament, la Xina hauria d'enfortir la investigació científica bàsica mitjançant intercanvis estrangers.: 82 
Per promoure encara més aquesta agenda, Deng va iniciar una campanya per promo
ure la National Science Conference.: 82 Un equip dirigit pel vicepresident de CAS, Fang Yi, va donar instruccions a escoles, fàbriques i comuns per organitzar esdeveniments centrats en els joves que celebressin la ciència i la tecnologia.: 82 
El 1977, el Departament de Filosofia i Ciències Socials es va separar del CAS i es va reorganitzar en l'Acadèmia Xinesa de Ciències Socials i dirigit per Hu Qiaomu.: 86–87 
L'Escola de Postgrau de l'Acadèmia Xinesa de Ciències (CAS) es va establir l'any 2001 com a successora de l'Escola de Postgrau de la Universitat de Ciència i Tecnologia de la Xina (Beijing). El Ministeri d'Educació (MOE) va aprovar l'aplicació de l'Escola de Postgrau de l'Acadèmia Xinesa de Ciències (CAS) per canviar el seu nom a la Universitat de l'Acadèmia de Ciències de la Xina (UCAS) el 23 de juliol de 2012. A més, el MOE va recomanar que CAS interrompés el funcionament de l'Escola de Postgrau de CAS. El 2023, l'Institut Pasteur va suspendre els llaços amb CAS.